# Буковски връх
Буковски връх (на словенски: Bukovski Vrh) е село в Словения, регион Горишка, община Толмин. Според Националната статистическа служба на Република Словения през 2015 г. селото има 21 жители.